# Ptiloprora erythropleura
Ptiloprora erythropleura là một loài chim trong họ Meliphagidae.